# Großkugel
Großkugel is een plaats en voormalige gemeente in de Duitse deelstaat Saksen-Anhalt, en maakt deel uit van de gemeente Kabelsketal in de Landkreis Saalekreis.
Großkugel telde in 2018 ruim 2.200 inwoners.
Door de ligging nabij de steden Halle (Saale) en Leipzig,  het knooppunt van Autobahnen Schkeuditzer Kreuz en aan de spoorlijn Maagdenburg - Leipzig, waar Großkugel een stationnetje heeft, kent het plaatsje enige kleinschalige industrie en nijverheid.

## Geboren in Großkugel
- Otto Schmeil (1860–1943), bioloog, leraar en schrijver van schoolboeken en vakliteratuur. Schmeil geldt als hervormer van het Duitse biologieonderwijs. Samen met zijn te Brest geboren assistent Hans Fitzschen stelde hij in 1903 een gezaghebbende excursieflora Schmeil-Fitzschen voor het Duitse taalgebied samen, waarvan anno 2023 inmiddels 98 herdrukken zijn verschenen. In Großkugel werd een straat naar hem genoemd.
- Bernd Hobsch (* 1968), profvoetballer,  speelde als spits in het seizoen 1991-1992 bij VfB Leipzig en van 1993 tot 1997 succesvol bij Werder Bremen.